# Saison 6 de Shameless
Chronologie
Saison 5 Saison 7
Cet article présente le guide des épisodes de la sixième saison de la série télévisée américaine Shameless.

## Synopsis
Frank porte toujours le deuil de Bianca, et son nouvel amour pour la vie trouble les Gallagher. Carl sort du centre pour délinquants juvéniles. Alors que Fiona tente d'assurer qu'Ian prend ses médicaments, une autre crise se déclare quand Debbie tombe enceinte. Et tandis qu'ils s'épanouissent et trouvent leur voie, est-ce possible que les Gallagher se perdent une fois pour toutes ?

## Distribution

### Acteurs principaux
- William H. Macy (VF : Julien Kramer) : Francis « Frank » Gallagher
- Emmy Rossum (VF : Anne Tilloy) : Fiona Gallagher (Fiona Pfender en saison 5)
- Jeremy Allen White (VF : Thierry D'Armor) : Phillip « Lip » Gallagher
- Cameron Monaghan (VF : Rémi Caillebot) : Ian Gallagher
- Emma Kenney (VF : Kelly Marot) : Debbie « Deb » Gallagher
- Ethan Cutkosky (VF : Hélène Bizot) : Carl Gallagher
- Shanola Hampton (VF : Ilana Castro) : Veronica « Vee » Fisher
- Steve Howey (VF : Olivier Augrond) : Kevin « Kev » Ball
- Brennan Kane Johnson et Blake Alexander Johnson : Liam Gallagher

### Acteurs récurrents et invités
- Noel Fisher (VF : Benjamin Gasquet) : Mickey Milkovich (épisode 1)
- Joan Cusack (VF : Michèle Brulé) : Sheila Jackson (épisode 11)
- Vanessa Calloway (VF : Véronique Borgias) : Carol Fisher
- Dermot Mulroney : Sean Pierce
- Sasha Alexander : Helene Runyon Robinson
- Steve Kazee : Gus Pfender
- Chris Brochu : Dylan[1]
- Will Sasso (VF : Frédéric Souterelle) : Yanis Papadiamantopoulos[2]
- Ever Carradine : Erica[3]
- Sherilyn Fenn : Queenie[4]
- Kellen Michael : Chuckie Gallagher
- Jeff Pierre : Caleb

## Casting
Au début octobre 2015, Kelly LeBrock a décroché le rôle de Queenie, mais a été recasté à Sherilyn Fenn.

## Liste des épisodes

### Épisode 1:Nécrophilie
- États-Unis /  Canada : 10 janvier 2016 sur Showtime[6] / The Movie Network
- France :
  - 13 janvier 2016 sur Canal+ Séries (en VOSTFr)
  - 30 juin 2016 sur Canal+ (en VF)
- Belgique : 24 février 2017 sur Be tv
- Québec : 7 février 2018 sur AddikTV[7]

- États-Unis : 1,439 million de téléspectateurs[8] (première diffusion)

Franck a beaucoup de mal à digérer la disparition de Bianca. Debbie se sent de plus en plus femme et veut absolument un bébé, au grand désespoir de Fiona. Elle tombe enceinte de son petit ami Derek et ment à Fiona sur sa grossesse. 
Fiona sort avec Shaun, qui lui donne une place de manager étant donné que son manager s'est fait arrêter par la police. Lip couche toujours avec sa professeure. Vee et Kev sont de nouveau ensemble. 
Carl sort de prison (pour trafic de drogue) et rentre chez lui : il invite un copain à dormir à la maison, pas très bavard et très musclé, qui impressionne toute la maison.
Mickey est en prison pour avoir tenté de tuer Samantha, il a pris pour 15 ans. Ian lui rend visite.

### Épisode 2:L'avortement, c'est maintenant
- États-Unis /  Canada : 17 janvier 2016 sur Showtime / The Movie Network
- France :
  - 20 janvier 2016 sur Canal+ Séries (en VOSTFr)
  - 30 juin 2016 sur Canal+ (en VF)
- Belgique : 24 février 2017 sur Be tv
- Québec : 14 février 2018 sur AddikTV

- États-Unis : 1,642 million de téléspectateurs[9] (première diffusion)

Fiona veut absolument que Debbie avorte. Elle demande à Ian de convaincre Debbie mais il ne l'aide pas vraiment. Debbie prend un paquet de farine pour s'en occuper comme un bébé et prouver à Fiona qu'elle peut arriver à garder un bébé toute une journée. Fiona est manager et ses collègues la jalousent un peu. Lip apprend que sa prof a un fils de l'âge de Lip, il le prend en grippe. Carl amène son copain à l'école avec lui.
Shaun apprend à Fiona qu'il a replongé dans la drogue, à cause de la drogue de son ancien employé. Franck cherche une personne qui souffre d'un cancer du pancréas pour remplacer Bianca, il trouve une femme atteinte du cancer, lui fait prendre de la drogue mais elle réagit très mal...
Debbie finit par oublier son paquet de farine dans le train en rentrant chez elle. Fiona lui tombe dessus et l'oblige à aller au dispensaire. 

### Épisode 3:La chanson qui tue
- États-Unis /  Canada : 24 janvier 2016 sur Showtime / The Movie Network
- France :
  - 27 janvier 2016 sur Canal+ Séries (en VOSTFr)
  - 7 juillet 2016 sur Canal+ (en VF)
- Belgique : 3 mars 2017 sur Be tv
- Québec : 28 février 2018 sur AddikTV

- États-Unis : 1,697 million de téléspectateurs[10] (première diffusion)

### Épisode 4:Adjugé, perdu!
- États-Unis /  Canada : 31 janvier 2016 sur Showtime / The Movie Network
- France :
  - 3 février 2016 sur Canal+ Séries (en VOSTFr)
  - 7 juillet 2016 sur Canal+ (en VF)
- Belgique : 3 mars 2017 sur Be tv
- Québec : 7 mars 2018 sur AddikTV

- États-Unis : 1,704 million de téléspectateurs[11] (première diffusion)

Lip part à une conférence avec sa professeure. Debbie passe sa première échographie avec le soutien de Franck. Kev et Vee ont du mal à faire tourner le bar mais Svetlana les aide. Elle fait découvrir un nouveau bar à Veronica pour voir comment il fonctionne. Franck veut caser sa fille avec un mourant pour qu'elle ait de l'argent à la mort de son potentiel futur mari. On en sait plus sur le passé du copain de Carl qui est toujours avec lui. 
Fiona reçoit un avis d'expulsion de la maison, qui appartient encore à leur cousin, mais avec l'aide de Shaun elle peut faire un crédit et tenter de racheter leur maison qui va finir aux enchères. Shaun aide Fiona à avancer un acompte et si elle perd la maison, il lui propose de vivre avec lui mais il a des choses à lui avouer avant.
Kev s'en veut d'avoir trafiqué les câbles de la moto de son voisin qui fait tout le temps du bruit et ennuie tout le voisinage, il lui avoue tout mais Yanis, devenu paralysé, veut se venger et retourne les cocktails Molotov contre Kev, seulement il se brûle lui-même...

### Épisode 5:Réfugiés
- États-Unis /  Canada : 7 février 2016 sur Showtime / The Movie Network
- France :
  - 10 février 2016 sur Canal+ Séries (en VOSTFr)
  - 14 juillet 2016 sur Canal+ (en VF)
- Belgique : 10 mars 2017 sur Be tv
- Québec : 14 mars 2018 sur AddikTV

- États-Unis : 1,157 million de téléspectateurs[12] (première diffusion)

Franck garde ce qu'il peut de la maison maintenant que les Gallagher l'ont perdue à la vente aux enchères. Debbie est embauchée dans une famille en tant que nounou et aide ménagère mais sa présence embête peu à peu le père de famille. Kev et Veronica accueillent des réfugiés du Myanmar. Fiona se fait mettre à la porte à cause de l'avis d'expulsion et toute la famille l'aide. Fiona va vivre chez Shaun avec Liam. Carl vit à l'hôtel avec l'argent de son trafic et Debbie est logée par la famille dont elle s'occupe. Fiona revient une dernière fois dans la maison et pleure de voir la maison si vide. 

### Épisode 6:Chignons de hipsters et bons alimentaires
- États-Unis /  Canada : 14 février 2016 sur Showtime / The Movie Network
- France :
  - 17 février 2016 sur Canal+ Séries (en VOSTFr)
  - 14 juillet 2016 sur Canal+ (en VF)
- Belgique : 10 mars 2017 sur Be tv
- Québec : 21 mars 2018 sur AddikTV

- États-Unis : 1,59 million de téléspectateurs[13] (première diffusion)

Lip est convoqué par le recteur de la fac pour une confrontation tandis que sa prof ne lui parle plus du tout et l'évite. Il passe un entretien avec le rectorat.
Debbie veut garder secret le sexe de son bébé. Franck apprend que la mère de famille chez qui Debbie travaille est en rémission. Pour récupérer la maison, Fiona doit faire signer gus, son mari mais celui-ci refuse de lui rendre ce service.
Lip a toujours des soucis à la fac avec Amanda. Ian a son premier rencard avec Caleb, un pompier. Il se sent de plus en plus à l'aise avec le métier. Fiona se fait avorter. Carl et son ami, Nick, repèrent un jeune qui a volé leur vélo quelques jours auparavant mais décident de le laisser tranquille. Un peu plus tard, l'ami de Carl prend la voiture et va à la maison du jeune qui lui a volé son vélo, il le tue et se fait arrêter.

### Épisode 7:La poisse Gallagher
- États-Unis /  Canada : 21 février 2016 sur Showtime / The Movie Network
- France :
  - 24 février 2016 sur Canal+ Séries (en VOSTFr)
  - 21 juillet 2016 sur Canal+ (en VF)
- Belgique : 17 mars 2017 sur Be tv
- Québec : 28 mars 2018 sur AddikTV

- États-Unis : 1,658 million de téléspectateurs[14] (première diffusion)

### Épisode 8:Maieusophilie
- États-Unis /  Canada : 6 mars 2016 sur Showtime / The Movie Network
- France :
  - 9 mars 2016 sur Canal+ Séries (en VOSTFr)
  - 21 juillet 2016 sur Canal+ (en VF)
- Belgique : 17 mars 2017 sur Be tv
- Québec : 4 avril 2018 sur AddikTV

- États-Unis : 1,499 million de téléspectateurs[15] (première diffusion)

Carl se prend une raclée par un type dont il vend la drogue, son père décide de l'aider et le remplace pour sa tournée. Fiona, qui vit chez Shaun ne s'entend pas très bien avec le fils de Shaun. Ian s'entraîne au concours des pompiers avec l'aide de Caleb. Debbie rencontre un garçon au magasin de puériculture à qui elle donne son numéro. Lip a des problèmes d'érection. Fiona passe du temps avec Will, son beau-fils. Kev annonce à Fiona ce qui est arrivé à Carl (Veronica lui a dit car elle a soigné Carl). Carl parle de Nick et de son crime à Fiona, il a peur que tout ça se reproduise et il veut arrêter le trafic. Franck, qui a pris le relais de Carl va voir ses copains dealers mais leur chef de clan doute de Franck, s'il n'arrive pas à léguer la cargaison de drogue, on lui coupera un testicule. Shaun essaie aussi d'aider Carl, mais il se rend compte que Carl travaille pour de gros dealers. Shaun l'emploie dans son resto. Les dealers prennent la veste et les chaussures de Shaun puis finalement tout ce qu'ils ont... Debbie va au cours de préparation à l'accouchement et retrouve son ami, qui aime les femmes enceintes ! Shaun retrouve son fils avec une arme, appartenant à Carl. Ian et Caleb filent le parfait amour. Fiona est extrêmement remontée contre Carl, elle lui enlève toutes ses tresses.

### Épisode 9:La communauté du pavot
- États-Unis /  Canada : 13 mars 2016 sur Showtime / The Movie Network
- France :
  - 16 mars 2016 sur Canal+ Séries (en VOSTFr)
  - 28 juillet 2016 sur Canal+ (en VF)
- Belgique : 24 mars 2017 sur Be tv
- Québec : 11 avril 2018 sur AddikTV

- États-Unis : 1,682 million de téléspectateurs[16] (première diffusion)

### Épisode 10:La fin de l'innocence
- États-Unis /  Canada : 20 mars 2016 sur Showtime / The Movie Network
- France :
  - 23 mars 2016 sur Canal+ Séries (en VOSTFr)
  - 28 juillet 2016 sur Canal+ (en VF)
- Belgique : 24 mars 2017 sur Be tv
- Québec : 18 avril 2018 sur AddikTV

- États-Unis : 1,601 million de téléspectateurs[17] (première diffusion)

Svetlana et Veronica sont mariées. Carl rencontre le père de sa petite-amie. Ian passe le test du VIH étant donné que Caleb est séropositif et qu'il a poussé à le faire, le résultat s'avère négatif pour Ian. Fiona prépare son mariage avec Shaun. Franck affronte un autre habitant du village dans un duel. Kevin veut faire annuler le mariage de Vee, il engage quelqu'un pour changer d'identité. Debbie est sur le point d'accoucher. Lip se fait virer de son logement car pendant la soirée, il a uriné sur la moquette, sur des photos et même sur une professeure, il a aussi dégradé des photos. De plus, il est convoqué chez les supérieurs. On lui dit qu'il a enfreint leur politique concernant l'alcool, on lui dit de faire des séances de groupe sinon il sera renvoyé.

### Épisode 11:Privés de sommeil
- États-Unis /  Canada : 27 mars 2016 sur Showtime / The Movie Network
- France :
  - 30 mars 2016 sur Canal+ Séries (en VOSTFr)
  - 4 août 2016 sur Canal+ (en VF)
- Belgique : 31 mars 2017 sur Be tv
- Québec : 25 avril 2018 sur AddikTV

- États-Unis : 1,452 million de téléspectateurs[18] (première diffusion)

### Épisode 12:La famille avant tout
- États-Unis /  Canada : 3 avril 2016 sur Showtime / The Movie Network
- France :
  - 30 mars 2016 sur Canal+ Séries (en VOSTFr)
  - 4 août 2016 sur Canal+ (en VF)
- Belgique : 31 mars 2017 sur Be tv
- Québec : 2 mai 2018 sur AddikTV

- États-Unis : 1,633 million de téléspectateurs[19] (première diffusion)

Franck s'est introduit dans la maison en cachette pendant la nuit et a fait des crasses à Shaun. Il lui vole ses cartes bleues et retire de l'argent. Caleb essaie de remotiver Ian et de lui faire passer le concours pour ambulancier, mais il refuse car il est bipolaire et ne veut pas rentrer dans un métier où on l'a déjà refusé.

## Audiences aux États-Unis
| N° d'épisode | Titre original                     | Titre français                            | Chaîne   | Date de diffusion originale | États-Unis (en millions de téléspectateurs) |
| ------------ | ---------------------------------- | ----------------------------------------- | -------- | --------------------------- | ------------------------------------------- |
| 1            | I Only Miss Her When I'm Breathing | Nécrophilie                               | Showtime | 10 janvier 2016             | 1,439                                       |
| 2            | #AbortionRules                     | L'avortement, c'est maintenant            | Showtime | 17 janvier 2016             | 1,642                                       |
| 3            | Ghost Your Baby                    | La chanson qui tue                        | Showtime | 24 janvier 2016             | 1,697                                       |
| 4            | Going Once, Going Twice            | Adjugé, perdu !                           | Showtime | 31 janvier 2016             | 1,704                                       |
| 5            | Refugees                           | Réfugiés                                  | Showtime | 7 février 2016              | 1,157                                       |
| 6            | NSFW                               | Chignons de hipsters et bons alimentaires | Showtime | 14 février 2016             | 1,590                                       |
| 7            | Pimp's Paradise                    | La poisse Gallagher                       | Showtime | 21 février 2016             | 1,658                                       |
| 8            | Be a good boy. Come for GrandMa    | Maieusophilie                             | Showtime | 6 mars 2016                 | 1,499                                       |
| 9            | A Yurt of One's Own                | La communauté du pavot                    | Showtime | 13 mars 2016                | 1,682                                       |
| 10           | Paradise Lost                      | La fin de l'innocence                     | Showtime | 20 mars 2016                | 1,601                                       |
| 11           | Sleep No More                      | Privés de sommeil                         | Showtime | 27 mars 2016                | 1,452                                       |
| 12           | Familia Supra Gallegorious Omnia!  | La famille avant tout                     | Showtime | 3 avril 2016                | 1,633                                       |